# AX-101
AX-101 est un jeu vidéo shoot 'em up sorti en 1994 sur Mega-CD. Le jeu a été développé par Micronet co., Ltd. et Absolute Entertainment, et édité par Sega.